# Čukči
Čukči (ruski: чукчи (množina), чукча (jednina)) su autohtoni narod koji nastanjuje Čukotski poluotok obale Čukotskog i Beringovog mora te Arktičkog oceana unutar Ruske Federacije. Čukči potječu od naroda koji su živili oko Ohotskog mora.
Većina Čukča živi u Čukotskom autonomnom okrugu u kojem prema popisu stanovništva iz 2010. godine živi 50.526 stanovnika od čega 12.772 (26,7%) Čukča, brojniji su samo Rusi kojih ima 25.068 (52,5%). Prvi kontakti Rusa s Čukčima dogodili su se kada su stigli do rijeka Kolime 1643. i Anadira 1649. godine. U vjerskom pogledu, Čukči prakticiraju tradicionalna vjerovanja (šamanizam), a znatan dio prakticira i pravoslavlje, govore čukčijskim i ruskim jezikom.
Uzgojili su sibirskog haskija za pomoć pri radu u teškim vremenskim uvjetima.

## Vanjske poveznice
- Čukčijska mitologija Waldemar Bogoras